# Global IP Solutions
Global IP Solutions è una società con sede negli Stati Uniti specializzata in prodotti e tecnologie per la trasmissione della voce in tempo reale su reti IP. La società (nota anche come GIPS) fornisce soluzioni integrate che permettono la comunicazione audio-video in tempo reale (Voice over IP).
Nel maggio 2010 Google ha acquistato GIPS per oltre 68 milioni di dollari e nel giugno 2011 ha iniziato la distribuzione di WebRTC, uno standard per la comunicazione audiovisiva tra browser internet senza adozione di plugin, che utilizza la tecnologia sviluppata da GIPS.